# オコエ (キャラクター)
オコエ（Okoye）は、マーベル・コミック発行のアメリカン・コミックスに登場する キャラクターである。

## 発行履歴
オコエは、1998年11月にクリストファー・プリーストとマーク・テシェイラによって創造され、『ブラックパンサー』vol. 3第1号でデビューした。彼女は2003年の『ブラックパンサー』vol.3第62号で一度フェードアウトし、2018年の『ブラックパンサー』第171号で復帰した。その後、同年のワンショット 『Amazing Spider-Man: Wakanda Forever』や、2019年の『Black Panther and the Agents of Wakanda』、そして2024年の『Ultimate Black Panther』シリーズにも登場した。

## キャラクター経歴
オコエは友人ナキアとともにティ・チャラ/ブラックパンサーの妻の候補の一人に加わった。しかし、オコエはティ・チャラが両者とも結婚する気がないことを知ると、すぐにそれを受け入れ、それ以来オコエは、ティ・チャラがクイーン・ディバイン・ジャスティスをリクルートしたときに同行するなど、ティ・チャラの側に控えるようになった。彼女はまた、ティ・チャラがキャスパー・コールにブラックパンサーのコスチュームを着せるにふさわしいかどうかをテストしたときも同伴していた。さらにオコエ自身も、カスパーが妊娠中のガールフレンドと一緒にいるか、オコエのために彼女と別れるかをテストした。
オコエは後に“エージェント・オブ・ワカンダ”のリーダーとして登場した。
“コタティ”の侵略に対しては、戦士の一人として“ワカンダ”の“ヘリキャリア”に乗艦し、“サベージ・ランド”の植物ベースの活動を感知したほか、ベン・グリム/シング、シュリ、そしてワカンダのエージェントたちがワカンダのフォースフィールドを突破した際に、コタティとの戦闘に挑んだ。

## パワーと能力
オコエはドーラ・ミラージュのリーダーであり将軍であるため、様々な戦闘に長けている。様々なワカンダの武器や道具を使いこなし、特に槍の駆使に長けている。また優れた戦術家であり、軍事戦略家でもある。

## その他のバージョン

### 『Spidey: School's Out』
『Spidey: School's Out』では、“アース16220”におけるオコエが登場する。

### 『Ultimate Universe』
『Ultimate Invasion』では“アース6160”におけるオコエが登場する。このバージョンは元ドーラ・ミラージュであり、ティ・チャラの妻である。

## MCU版
『マーベル・シネマティック・ユニバース』（MCU）では、ダナイ・グリラが演じる。日本語吹替は斎賀みつきが担当。
本項は、“アース616”（正史の宇宙）におけるオコエを主軸として表記する。

### キャラクター像
“ワカンダ”の国王親衛隊“ドーラ・ミラージュ”の隊長兼ボディガードを務める、“ボーダー族”の女性戦士。ティ・チャラ/ブラックパンサーとシュリ/ブラックパンサーの兄妹やナキアの幼馴染みでもあり、ボーダー族の族長のウカビを夫に持つ。皆からの信頼は厚く、自らもワカンダ王族に絶対の忠実を誓い、自ら戦線に赴いてティ・チャラやシュリを気の置けない仲として接しながらサポートする形で見守っている。
凛々しく威厳ある振る舞いを崩さず、ワカンダ開国と聞かされて、オリンピック誘致やスターバックス開店をイメージする想像力も秘める一方で、海外の人間たちや他の現代文明に対して毒づいたり、潜入先で怪しまれたら先制攻撃を仕掛けるなど、ティ・チャラから注意されることも稀にあるくらいに横暴な性質も若干併せ持ち、自身の役職に捕らわれ過ぎる考えや即座の判断が裏目に出て周囲の現状を悪化させ、自らの首も絞めてしまうほど、綿密さに欠ける一面も度々見られる。

### 『ホワット・イフ...?』版
アース616とは異なる宇宙に存在する、オコエの“変異体”。基本的なキャラクター像は正史の彼女と同等である。
オコエ（アース21818）
“アース21818”におけるオコエ。
オコエ（アース89521）
“アース89521”におけるオコエ。
オコエ（アース32938）
“アース32938”におけるオコエ。

### 能力
槍を振るう戦法を得意とし、外宇宙の生命体やタロカン人の戦士らとの大乱戦の中でも互角以上にわたりあえるほど男顔負けの白兵戦能力を持ち、母国語のワカンダ語のほか、英語、韓国語、フランス語、古典マヤ語にも堪能で、ハイテク武器やツールの駆使、ビークルの操縦まで数多くの技能をマスターしている。

### 武装・アイテム
キモヨ・ビーズ
ワカンダの国民の多くがブレスレットとして片腕にはめているヴィブラニウム製の数珠。
ヴィブラニウム・スピア
ドーラ・ミラージュの隊員の主武装である長槍。オコエはこの武器を最も気に入っている。
ミッドナイト・エンジェル

### 各作品における活躍
『ブラックパンサー』
本作でMCU初登場。
冒頭のサンビサ森林では、任務中だったナキアをティ・チャラと共闘する形で迎え、 ワカンダの王位継承の儀式でもティ・チャラの即位を祝福し、釜山でもユリシーズ・クロウの一味を相手に活躍するが、ウンジャダカが王位を乗っ取った際には、王族に忠実な立場ゆえに従わざるを得なくなってしまった。
しかし、ティ・チャラが復活して現れると、部下たちと共にウンジャダカへ反旗を翻して戦いを挑み、後に夫であるウカビたちボーダー族を降参させる。
物語のラストでは、ティ・チャラたちと国際連合ウィーン事務局に趣き、ワカンダ開国宣言に立ち会う。
『アベンジャーズ/インフィニティ・ウォー』
本作でもドーラ・ミラージュ隊長としてティ・チャラと共に戦線に立ち、“アウトライダーズ”の侵攻からワカンダを守るために戦う。
ワカンダに来訪した“アベンジャーズ”をティ・チャラたちと迎え、アウトライダーズとの戦地に赴く際には“ハルクバスター”を装着しながら転倒したブルース・バナー/ハルクに冷たい視線を向けたが、決戦の際には、アウトライダーズ相手にも善戦しただけでなく、ナターシャ、ワンダ・マキシモフ/スカーレット・ウィッチと連携してプロキシマ・ミッドナイトと戦った。“デシメーション”の影響は免れたものの、ティ・チャラが塵と化して消滅する瞬間を目の当たりにしてしまう。
『アベンジャーズ/エンドゲーム』
本作では、ティ・チャラを喪ったワカンダを拠点に治安維持活動を行い、ナターシャたちとも活動報告し合う戦友となっている。
クライマックスにおけるサノスの群勢との決戦の際に、ワカンダと繋がったゲートウェイからティ・チャラやシュリ、ワカンダ軍と共に登場し、アベンジャーズに参戦。大乱闘の中、コーヴァス・グレイヴを一突きで刺し倒したり、“ナノ・ガントレット”を運ばせるために多くの女性ヒーローたちとも共闘する場面も見せた。
トニー・スターク/アイアンマンによってサノスの群勢が消滅し、戦いが終わると、ティ・チャラやシュリと共にトニーの葬儀に参列する。
『ホワット・イフ...?』
シーズン1
第2話
アース21818におけるオコエが物語のラストのワンシーンに登場。2008年、ティ・チャラのワカンダ帰還を祝する会食でサノスと人口論について議論し、彼の思想に「それって大虐殺じゃない？」と問いかける。
第5話
アース89521におけるオコエが登場。“ゾンビ・アポカリプス”が発生した地球のアメリカで、ゾンビ化を免れたヒーローたちの一員としてゾンビらに立ち向かう。
第6話
アース32938におけるオコエが登場。
『ブラックパンサー/ワカンダ・フォーエバー』

## その他のメディア

### テレビアニメ
- 『アベンジャーズ 地球最強のヒーロー』 ：マイクロシリーズ第17話 『Welcome to Wakanda』 に台詞無しでカメオ出演した[19]。
- 『Lego Marvel Super Heroes - Black Panther: Trouble in Wakanda』：イベット・ニコール・ブラウンが声をあてた[20][21]。
- 『X-MEN '97』：第13話『寛容は絶滅 第3部』（原題：『Tolerance is Extinction – Part 3』） に台詞無しでカメオ出演した[22]。

### ビデオゲーム
- 『LEGO マーベル スーパー・ヒーローズ 2 ザ・ゲーム』：『ブラックパンサー』ステージパックにプレイヤーキャラクターとして登場[23]。
- 『Marvel Avengers Academy』：ビンディ・コーディが声をあてた。
- 『マーベル・パズルクエスト』、『MARVEL ストライクフォース』、『マーベル・フューチャーファイト』：プレイヤーキャラクターとして登場[24][25]。
- 『Marvel's Avengers』：デブラ・ウィルソンが声をあてた。

### その他
- 2019年、HeroClixからMCU版オコエのアクションフィギュアが商品化された[26]。
- テーブルゲーム『Marvel Crisis Protocol』においてフィギュア化された[27]。
- ディズニー・クルーズ・ラインには、MCU版のオコエかグリーティング・キャラクターとして登場する[28]。